# Departamento Curacó
Das Departamento Curacó liegt im Süden der Provinz La Pampa im Zentrum Argentiniens und ist eine von 22 Verwaltungseinheiten der Provinz. 
Im Norden grenzt es an die Departamentos Limay Mahuida und Utracán, im Osten an das Departamento Lihuel Calel und Hucal, im Westen an das Departamento Puelén und im Süden und Südwesten an die Provinz Río Negro. Im Süden bildet der Río Colorado eine natürliche Grenze zur Nachbarprovinz. 
Die Hauptstadt des Departamento ist Puelches. 
Der Name stammt aus der Mapuche-Sprache: kura bedeutet Stein und ko steht für Wasser.

## Bevölkerung
Nach Angaben des INDEC verzeichnete das Departamento im Jahre 2010 insgesamt 1040 Einwohner. 
Koordinaten: 38° 12′ S, 66° 6′ W